# 虎の穴
虎の穴（とらのあな、とらの穴）は、原作：梶原一騎・作画：辻なおきの日本の漫画、日本のテレビアニメ『タイガーマスク』に登場する悪役レスラー養成機関。架空の組織の名称である。

## 設定
スイスのアルプス山中に本拠を置き、総本部には翼を生やした巨大な虎のモニュメント（魔神像）が建てられている。禿鷲の翼と、蛇の尾を持つ虎の姿は、「虎の強さ、禿鷲の翼、蛇の狡さと執念」を意味する。
日本、アメリカ、インド、ブラジルなど、世界中のプロレスの盛んな国に支部がある。ちなみに日本支部は東京の「国際貿易センター」の中にあり、「国際芸能／スポーツプロモーター・ミスターX事務所」を名乗っている。アニメ版第28話で「虎の穴」の契約書が映るシーンがあり、これによると「虎の穴」の正式名称は「Tiger's Cave Wrestling Co., Ltd」。
「虎の穴」本部では、世界中からスカウトされた気が荒く腕っ節の強い孤児たちを地獄の猛特訓で淘汰し、「10年計画」で強靭な悪役レスラーに作り上げてゆく。主人公・伊達直人いわく、そのトレーニングの過酷さは、前期5年半の基礎訓練の段階で全体の3分の2が死に、残りの半分が再起不能になるほどで、これに耐えて生き残った者はさらに恐ろしい地獄の特訓（例：素手でライオンと格闘させられる・後ろで巨大な丸いノコギリが回転しているベルトコンベアの上を走らされるなど）にかけられて、次から次へと死者が続出することになり、10年後に生きて卒業できるのはごくわずかだという。
その真の目的がどこにあったのかなど、組織の全貌は原作漫画では明かされなかったが、アニメ版の放映時の設定によると、「虎の穴」は世界的な悪のシンジケート「虎」の一部門であり、「ラスベガスの1年間の収入に匹敵する利益」（ボス談）を上げている。シンジケート「虎」は悪役レスラー育成の他に、麻薬精製、ダイヤモンド鉱山の経営、各国要人の買収なども行っている。「虎」の首領はイタリアのマフィアの大ボスといわれているが詳細は不明である。最後には、ミスターX（後述）によって人質にされたタイガーマスクのファンの少年を救出するべく単身本部に乗り込んだタイガーと、ジャイアント馬場・アントニオ猪木を筆頭とする全日本のレスラー代表6名の活躍によって、幹部達は全員逃走し、地獄の特訓を強いられていたレスラー達も全員解放されて、「虎の穴」本部は壊滅した。

## 名前の由来
原作者・梶原一騎命名の「虎の穴」の名前は、イギリス・ウィガンに実在した「ビリー・ライレージム」（カール・ゴッチ、ビル・ロビンソンら幾多の名レスラーを輩出）の通称「Snake Pit」（蛇の穴）と、『後漢書』班超伝の「虎穴に入らずんば虎児を得ず」の故事に由来する。また『韓非子』難勢篇の「虎に翼」の故事の影響も見られる。

## 「虎の穴」の掟
- 「虎の穴」出身のレスラーは常に残虐非道な悪役としてのファイトしか許されない。彼らにとって相手を叩きのめしての反則負けは勝利であり、反則勝ちは敗北である。
- 「虎の穴」出身のレスラーはファイトマネーの50%を上納金として組織に納めなければならない。
- これらの掟を破ると裏切り者と見なされ、他の「虎の穴」出身の刺客レスラーからリング上で恐るべき制裁（他のレスラーに対する見せしめも兼ねている）を受ける。たとえその刺客に勝ったとしても、刺客レスラーとの対戦は次から次へと組まれ、ほとんどが重傷を負わされて再起不能になるか、廃人になる。仮に一命を取りとめても、最後にはリング外での事故に見せかけて暗殺される。タイガーマスクも勿論それは知っていたが、彼は愛する子供たちを救うために、組織に上納する予定の金を「ちびっこハウス」の借金返済に使ってしまい、「虎の穴」の刺客から命を狙われることとなった[2]。

## アニメ版「虎の穴」
※ 下記で「アニメ版」とした解説は特筆の無い場合、アニメ第1作目に関する記述。
アニメ版独自の設定として、虎の穴のボスは国籍不明のプロレスラーになっている。「彼」は無類の強さをリングで発揮したが、あまりにも強すぎたため「デビュー後1年もしないうちに対戦相手がいなくなってしまい」「勝てることが分かり切っているプロレスを続けることがバカバカしくなり」「世界のマット界を裏から支配しようと」（以上ボス談）虎の穴を築き上げたとされる。のちに「彼」は覆面レスラー「タイガー・ザ・グレート」として伊達直人のタイガーマスクと戦っている。（詳細は後述）

### 「虎の穴」幹部
ミスターX（ミスターエックス）
声 - 柴田秀勝
極東地区担当マネージャー。「虎の穴」の鉄の掟を破ったタイガーマスク（伊達直人）を抹殺するため、次々と刺客の悪役レスラーを送り込む。
ストーリー終盤ではボスが直接指揮をとるようになり、プロモーターに配置転換される。
失敗続きでボスから最後通告を突きつけられ、自らリング外でタイガーの命を狙うが、逆に墓穴を掘る形で事故死する。
ボス
声 - 鈴木泰明
当初は姿を見せない謎の存在だったが、失敗続きのミスターXに業を煮やしタイガーマスク抹殺の指揮をとるようになる。
その正体は「虎の穴」の創設者で、かつては世界中を荒らしまくった天才レスラー（怪力･技･反則の3つを兼ね備えた「虎の穴」最強のレスラー＝タイガー･ザ･グレート）。
赤いマスクの3人の支配者
「虎の穴」本部で世界各国のマネージャー達に指令を出す。
その正体は、「虎の穴」が生み出し、世界最強と恐れられながら忽然とプロレス界から姿を消した「幻の三人のタイガー（キング・タイガー、ビッグ・タイガー、ブラック・タイガー）」である。
マネージャー
マネージャー達は総勢7名で構成されており、世界中の各地区を担当している。
ミスターY（ミスターワイ）
ミスターZ（ミスターゼット）
ミスターXと並ぶ「虎の穴」のマネージャー。「三人の支配者」亡きあと、両名ともボスから新たな支配者に任命される。

### 「虎の穴」出身の主なレスラー

#### タイガーマスク側
タイガーマスク
正体は伊達直人（主人公）。
ミスター不動
声 - たてかべ和也
正体は大門大吾。アニメ版オリジナルキャラクター。
イエロー・デビル
声 - 田中亮一
正体は高岡拳太郎。アニメ版オリジナルキャラクター。
正統派に転向後はケン高岡とリングネームを改める。

#### 「虎の穴」の刺客
ブラック・パイソン（黒いニシキヘビ）
声 - 加藤治
「虎の穴」が、タイガー・マスク抹殺のために送り込んだ最初の刺客。
来日直後、羽田空港で逃げ出した人食い虎を手刀一発で絶命させる実力を披露した。69人を病院送りにし、9人を再起不能にし、2人を殺したパイソン締め（胴締め）が必殺技。
獣人ゴリラマン
声 - 北川国彦
アフリカのジャングルでマウンテンゴリラに育てられた白人の少年を「虎の穴」が買い取り、レスラーとして養成した。
巨体のために飛行機に乗ることができず、檻に入れられたまま貨物船で来日。報道陣を招いてのデモンストレーションでは、乗客を乗せたバス5台を鎖で引っぱった。巨体を利用した肉弾メガトン落としが必殺技。
タイガーマスクに敗れた後、彼の尽力でアメリカの人権団体によって身柄を守られ、再教育を受けることになった。
アニメではその巨体の描写が原作以上に極端であり、場面によっては上背がタイガーマスクの4，5倍はあろうかというほどに巨大に描写されている。
スカル・スター（どくろの星）
声 - 中曽根雅夫
ミスターXの手引きで試合中に照明を落とし、ミスターシャドウとのタッグで対戦相手を叩きのめす。必殺技殺人パンチは対戦相手を10秒でマットに沈めたことがある。
正体は伊達直人と同期のロッキー。訓練生時代、たびたび彼に危機を救われていた。
アニメでは伊達直人抹殺の指示を拒否したため、ミスターXに処刑される。
原作では、覆面リーグ戦に参戦。
ミスター・シャドウ（影の男）
声 - 北川国彦
リング下にひそみ、ミスターXの手引きで試合中に照明が落ちた後に、スカルスターとのタッグで対戦相手を叩きのめす。
正体は伊達直人と同期のリコ。訓練生時代、たびたび彼に危機を救われていた。
アニメでは伊達直人を抹殺しようとし、誤って事故死する。
原作では、覆面リーグ戦に参戦。
ミスター・NO（のっぺらぼう）
タイガーマスク抹殺のため、ミスターXが企画した覆面リーグ戦で来日。
高身長、異様な撫で肩と長い首、目や鼻がない丸い頭が乗る「宇宙人みたい（健太談）」な異形な容姿をしている。首元にはドットで「NO」と書かれている。
実は、全身がビニールタイツに包まれ、頭には鉄球を仕込んでいるギミックレスラー。異様な撫で肩は綿の詰め物が入っていたためであり、首元の「NO」は覗き穴および呼吸穴である。鉄球を使った強烈な頭突きで対戦相手を悶絶させる。
覆面リーグ戦で最初にタイガーと対戦し、素顔を晒されたうえで敗北する。その正体は黒人男性。背があまり高くないため、タイガーは「ちび」と呼んでいたが、その一方で「（身長は）自分と同じ程度」とも言っている。
なお、ミスターXは「ミスター・NOは、この中（覆面リーグの出場メンバー達）で一番弱い」とタイガーに告げている。
ザ・ドラキュラ（吸血鬼）
声 - 兼本新吾
覆面リーグ戦で来日。全身が剛毛に覆われ、ざんばら髪で悪鬼のような顔を隠している。
全身の剛毛は麻酔薬を仕込んだ注射針になっており、対戦相手を痺れさせた後、噛みついて血を吸う。
ザ・キングサタン（悪魔王）
覆面リーグ戦で来日。
原作版では、タイガーマスクの反則攻撃に簡単に敗れる。正体は「虎の穴」のコーチだった。
アニメ版ではライオンマンに叩きのめされ、素顔を晒して場外撃沈。
ゴールデン・マスク（黄金仮面）
声 - 中曽根雅夫
覆面リーグ戦で来日。特殊ガラスで作られたアルカイックスマイルの仮面を着用。
仮面から発するサーチライトのように強烈な光で相手の目を眩ませ、ロープをもかみ切る強力な牙で相手を噛み裂く。
ザ・エジプトミイラ（反則王）
覆面リーグ戦決勝で、ライオンマンとのタッグでタイガーマスク&グレートゼブラ組と対戦。
古代エジプトのミイラそっくりのコスチューム。包帯の間に仕込んだ胡椒や眠り薬で対戦相手を翻弄する。
正体は「虎の穴」の反則専門の助監督。
ザ・ライオンマン（百獣王）
声 - 北川国彦
覆面リーグ戦決勝で、エジプトミイラとのタッグでタイガーマスク&グレートゼブラ組と対戦。
取り立てて奇抜な技は有しないが、大人20人相手の綱引きに勝つ、桁外れの怪力が武器。タイガーマスクのコブラツイストに敗れる。
正体は「虎の穴」の総監督。
赤き死の仮面（20世紀の吸血鬼）
声 - 北川国彦
2000種類の反則技を持つと言われ、対戦相手を必ず血の海に沈める残虐ファイトを売り物とする稀代の反則魔。彼がリングにあがると、その都市のプロレス人気はたちまち死に絶えると噂されるほどで、名だたる悪役レスラーが彼の前ではすくみあがる。
タイガーマスクは彼との死闘の最中、我を忘れて大反則を犯してしまい、勝負には勝った形だが、心に深い絶望感を抱くことになった。
タイガーに敗れた後、原作では多数のレスラーによる集団リンチによって「処刑」された。アニメでは「虎の穴」本部で、奴隷のような身分に落とされ「地獄の重労働」にあえいでいる姿が確認されている（この時、素顔も晒されている）。
ミスター・カミカゼ
声 - 小林清志
もともとは「虎の穴」出身ではなく、空手を学んだ正統派レスラーだったが、やがて表舞台を追われ、虎の穴の息のかかったパリの賭博プロレスで活躍していた。
タイガーと戦い敗れるが、その戦いの中で友情を結び、彼の助力を得て地下プロレス界から脱出する。ウルトラ・タイガー・ブリーカー（原作ではフジヤマ・タイガー・ブリーカー）の最初の犠牲者でもあった。
アニメ版では「虎の穴」とのつながりはなく、ロスアンゼルスのリングでタイガーマスクと対戦。のちに東京でも再戦を果たしている。
ピラニアン
声 - 北川国彦
プールデスマッチでタイガーマスクと対戦。プールの水中にピラニアを放し、タイガーマスクを襲わせた。自らはスーツにピラニアよけの薬を塗っていたが、その薬をタイガーマスクに寝技によって剥ぎ取られ、自らがピラニアの餌食になった。その正体はケン高岡の先輩レスラーでアイアンシャークという名であった。原作では、世界悪役ワールドリーグ戦への参加レスラーとして登場。
猛牛サムソン
スペインを拠点に活躍するヨーロッパ王者。赤き死の仮面との対戦後、海外で武者修行するタイガーマスクと、モナコの船上リングで対戦。
ミラクル3（ミラクルスリー）
声 - 鈴木泰明
アニメでは、ボスが試合勘を取り戻すため、またケン高岡（高岡拳太郎）とタイガーマスクにリング上からプレッシャーを与えるための仮の姿として登場。
奇跡的なパワー・スピードで外人レスラーを圧倒し、タイガーマスクとケン高岡に無言のプレッシャーを与えた。
原作では、世界悪役ワールドリーグ戦への参加レスラーとして登場。正体は3人1役で、それぞれパワー、スピード、反則を得意とする者が、同じコスチュームを使い、入れ替わっていた。

##### 原作版のみ登場
ザ＝マップ＝マン（地図男）
地下プロレスにあわられたタイガーの実力を調べるために対戦した全身傷跡だらけの巨漢。
得意技はベアハッグ。
反則攻撃でタイガーを追い詰めるも、パイルドライバーのダメージで先に倒れて敗れる。
アニメ版では「虎の穴」とは無関係で、ヨーロッパを武者修行するタイガーマスクとドイツで対戦した。
ザ・ジャングル・キング
大蛇を引き連れたアフロヘアーのレスラー。
相手を絞め殺すほど威力のあるヘッドロックとヘッドバットが得意。
アニメ版には登場しないが、類似したキャラクターの「ジャングル・コブラ」というレスラーが登場する。彼は「虎の穴」とは無関係。
偽タイガーマスク
オリジナルと瓜二つのマスクとリングコスチュームで、アメリカのプロレス界に登場した。唯一、伊達直人のタイガーマスクと違うのは、マスクの虎の牙がプラスチック製の飾りでなく、凶器としても使える鉄製のものになっていること。
タイガーマスクの名を貶めるために悪役として暴れまくり、やがて本物ともデスマッチで戦い、敗れた。
正体は伊達直人の虎の穴での先輩キム。
伊達直人は、死闘の最中「反則に反則で応じてしまった」ことで、「もう本物もニセモノもない」と絶望する。
サイクロン＝ガストン
タイガーがミラクル3に敗れた後、その王座に挑戦するため来日した片目の白覆面レスラー。王座防衛戦でタイガーが現れたことにより挑戦権を巡ってタイガーVSサイクロン＝ガストン戦が臨時で決まる。
ラフファイトを得意とし、猛特訓で疲れ切っていたタイガーを終始押していたが、タックルをかわされ逆さまに場外に落ちてリングアウト負けを喫する。
この試合でタイガーは新必殺技タイガーVの片鱗を見出す。
アニメ版では「虎の穴」とは無関係。一覆面レスラーとしてタイガーマスクに挑戦する。

##### アニメ版のみ登場
ストロング・アーム
声 - 森山周一郎
正体は「虎の穴」コーチの鉄腕ジョー。訓練生時代の伊達直人と大門大吾には目をかけていた。
得意技は強烈なジャイアントスイングで、対戦相手をコーナーポストにぶつける。
試合前に大門大吾と会っており、大門から伊達直人が孤児への援助をしている話を聞く。そのため試合では反則技を封印し、ジャイアントスイングでもタイガーを一度も鉄柱にぶつけなかった。
タイガーマスクに敗れた後、必殺技を持たない彼の弱点を指摘し、必殺技の重要性を説いた。
飛行機搭乗前に、ミスターXによって手荷物に時限爆弾を仕掛けられ、直接の描写はないが、死を暗示させる演出で、ストーリーは締めくくられている。
シャーク2世
声 - 鈴木泰明
「虎の穴」の鬼コーチだったが、残忍な反則技を見せるヒールとしてデビュー。
ワールドリーグ戦の決勝戦に進出したタイガーマスクを倒すため、ミスターXとともに対戦者ビル・ヘラクレスを脅迫し、ゴムマスクを利用して彼と入れ替わる。試合中にタイガーのバックドロップでゴムマスクがずれ、正体がばれて撃沈。
ザ・ミラクルズ
声 - 北川国彦、武川新
タイガー・マスクの技を研究するために「虎の穴」が送り込んだスパイレスラー。お互いの片腕の先が結合したシャムの双生児として生まれ、手術で切り離した腕に（義手のインプラントを兼ねた?）強化骨を埋め込んでいる。
双生児特有の一種の霊感による意思疎通で、対戦相手の攻撃をかわす。
ロク
声 - 森功至
ビリー・ヘイズ
声 - 朝倉宏二
アメリカ出身。
ピエール・ルマニー
声 - 前川功人
フランス出身。
マイケル・ゴードン
声 - 野田圭一
イギリス出身。
カリトバ・スワヒム
インド出身。
ロロギム・マサイ
ケニア出身。
ロイス・ロドリゲス
イタリア出身。
ブラック・パンサー
声 - 朝戸鉄也
ザ・ミラクルズの助力でタイガーマスクの技を研究し尽くして対戦した。「虎の穴」には珍しい正統的な技巧派レスラー。
タイガーに敗れた後、赤き死の仮面らとともに地獄の重労働を強いられることとなった。
ナチス・ユンケル
声 - 森功至
本名ハンス・ストライザー。ドイツのハンブルク出身。
新生虎の穴の第1期生で、高岡拳太郎（イエローデビル）、チャキル・ランパーファー（キングジャガー）と同期。幼少時に両親を交通事故で亡くしている。
血気に逸るあまり、「虎の穴」の指示を待たず独断でタイガーマスクと対戦し、完敗。ミスターXにより、交通事故（轢き逃げ）に見せかけて処刑される。
キングジャガー
声 - 市川治
本名チャキル・ランパーファー。タイ出身。
新生虎の穴の第1期生で、高岡拳太郎（イエローデビル）、ハンス・ストライザー（ナチス・ユンケル）と同期。貧しさと差別に苦しんだ幼少時の体験から、貧しさにあえぐ人々を憎んでいる。
タイガーマスクとの対戦を前にして、交通事故からおでん屋の屋台を炎上させてしまい、弁償のために虎の穴に上納すべきファイトマネーに手を付けてしまう。グローブを用いたタイ式キックボクシングでタイガーマスクと渡り合う。
ビッグ・タイガー
声 - 北川国彦
赤いマスクの支配者たちの正体であり「幻の三人タイガー」の一人。恐るべき怪力の持ち主。5両の列車を36mも引っ張った「怪力アトラス」というレスラーと手四つに組み、一歩も引かなかったという伝説を持つ。
ブラック・タイガー
声 - 中川謙二
赤いマスクの支配者たちの正体であり「幻の三人タイガー」の一人。変幻自在のスピードの持ち主。大門大吾は「密林を駆ける虎さながらのスピードを持つ」と評している。
キング・タイガー
声 - 中曽根雅夫
赤いマスクの支配者たちの正体であり「幻の三人タイガー」の一人。ビッグの怪力とブラックのスピードを併せ持つと言われ、反則攻撃を得意技とする。「幻の三人タイガー」の中でも最強のタイガー。
ローン・ウルフ
声 - 納谷六朗
カナダの山中でハイイロオオカミに育てられた狼男。「虎の穴」では高岡拳太郎の後輩にあたる。
ゴリラマンに類似した設定であり、ミスターXによって「知能は幼児並み」とまで言われているが、自動車を運転するなどゴリラマンよりよほど人間らしい。鋭い爪と牙でタイガーマスクを噛み裂こうとする。
タイガー・ザ・グレート
声 - 鈴木泰明
ボスの正体で「虎の穴」最強最後のレスラー。胸にはドクロとナイフの刻印が施された、不気味な白虎のコスチュームを着ている。
ミラクル3としてケン高岡に挑戦。試合開始直前に正体を現し、ミラクル3の時は封印していた残忍な反則技のオンパレードでケンを血の海に沈める。タイガーマスクとの最終決戦でも凄まじい反則攻撃で荒れ狂い、タイガーマスクを死の寸前まで追い込んだ。
しかし覆面が破れ、正体を明かされてしまい怒りに燃えた伊達直人の壮絶な反則攻撃に逆に打ちのめされる。最後は照明に逆さ吊りにされ、重みに耐えかねて落下した照明の下敷きとなり死亡。「虎の穴」は崩壊した。

#### 回想やデータのみに登場
覆面サムソン
ミスターXが初登場した時、虎の穴への上納金を滞納したタイガーマスクを脅迫する場面で語られた。
虎の穴への上納金を滞納したため、リング上で頭ばかりを攻められる。最後は発狂して列車に飛び込み、死亡。
その後もタイガーマスク（伊達直人）が虎の穴の刺客に怯える場面で、繰り返し悲惨な死が描かれている。
名称はアニメ版のもの。原作版では「あるレスラー」として、直人の口から語られる。
サタン
覆面サムソンと同じく、ミスターXの初登場時に彼の口から語られた。
上納金を滞納したため、制裁を受ける、リング上で腹ばかりを攻められ、内臓が破裂して死亡。
名称はアニメ版のもの。原作版では「あるレスラー」として、直人の口から語られる。
- 覆面リーグ戦のキング・サタンとは別人。

足ばかりを攻められ、入水自殺したレスラー
同じく、ミスターXの初登場時に語られた（原作、アニメとも）。
原作では、直人の口から語られる。
ドラゴンマスク
虎の穴の支配者たちが、覆面リーグ戦への参加レスラーを選考する場面で登場。メキシコを拠点に連勝を続けている。
スケジュール的には覆面リーグ戦への参加は可能だったが、過去にタイガーマスクと対戦して敗れているため、参加は見送りとなった。
アニメ版のみ登場。
その他
虎の穴本部の大ホールに掲げられた、パネル写真のレスラー（幻の3人タイガーなどの超強豪）。
ミスターX所有のファイルに掲載されているドクロマスク、G-SS2、M-ZOなど。

### 虎の穴の雇われレスラー
幻の三人のタイガーを失い、組織が弱体化した「虎の穴」は、世界中の悪役レスラーをスカウトしてタイガーマスクに刺客として差し向けた。
原作版では、彼らの多くは「虎の穴」の企画した世界悪役ワールドリーグ戦の参加レスラーとして描かれている（ピラニアンとミラクル3も参加）。
ユニバーサルマスク
声 - 中曽根雅夫
リングを金網で囲った「金網デスマッチ」でタイガーマスクと対戦。ロープと金網を利用した空中戦を得意とし、タイガーマスクを苦しめた。対戦中にタイガーマスクの頭上に乗り、その覆面を口元まで剥いでいる。
正体はドイツの体操選手だったマーク・ストロハイム。
ジキル・アンド・ハイド
声 - 中曽根雅夫
『ジキル博士とハイド氏』そのままにクリーンファイターから凶器を多用する反則魔へと豹変して、対戦相手を叩きのめす二重人格レスラー。
正体はアメリカの正統派レスラーとして子どもたちのあこがれだったデューク・シャープ。反則レスラーに打ちのめされる悔しさから、時折ジキル・アンド・ハイドに変身して憂さ晴らしをしていた。
デビル・スパイダー
声 - 中曽根雅夫
地上10mの高さに設営したクモの巣状のリングで戦う「スパイダー・ネスト・デスマッチ」でタイガーマスクの首をねじ切ろうとした。
正体はサーカス出身のレスラー、キロ・マレー。
アニメ版では「幻の三人のタイガー」と並ぶ実力者として、ボス自らがニューヨークでスカウトした。正体については明かされていない。
ゴルゴダ・クロス
原作版のみに登場。キリストを処刑したゴルゴダの十字架のように「すべての正統派レスラーを処刑する」と豪語する。
リング上に無数の釘を備えた十字架を据え付け、リングを鉄条網で囲った「鉄条網デスマッチ」でタイガーマスクと対戦。動物の血を入れた袋を隠し持ち、それを試合中に破裂させて大量出血したように見せかけ、相手がひるんだ隙に叩きのめす。
バイキング・キッド
原作版のみに登場。ノルウェー出身で「海賊の子孫」を自称する。
海上にリングを浮かべたデスマッチでタイガーマスクと戦う。水中での戦いを得意とし、水に手足を取られて動きの鈍った相手を溺れさせる。

## 続編作品における虎の穴
タイガーマスク二世
タイガーマスク二世こと亜久竜夫（ちびっ子ハウス出身）は、「初代タイガーマスクである伊達直人の遺志を継ぐべく、自分の意思で虎の穴に乗り込んでレスラーとしてのテクニックを身につけた」と語っている。
タイガーマスク二世と戦うのは、虎の穴ではなく「宇宙プロレス連盟」という組織。虎の穴への「ファイトマネー半額の上納金制度」がどうなったのかなどは不明（アニメ版においては、第1話以前に亜久達夫らによって壊滅している）。
前作と異なり、「総帥は、正統派のプロレスで自分を超える者を『最強のレスラー』として輩出させたいという本心を持っていた」という設定がなされており、他にも女子の入門を許したり、特訓後に悪役レスラーとして拘束せず、卒業させるなど相当に印象が変わっている。
タイガーマスク・ザ・スター
「USW」（ニューヨークを拠点とする地下プロレス組織）のレスラー養成ジムが「虎の穴」という設定だった。タイガーマスク・ザ・スターこと紅血勇児は、やはり「虎の穴」出身で、最終話ではかつての恩師と死闘を演じている。
タイガーマスクW
現代（21世紀）のプロレス界で他団体を潰しまくる悪名高い団体「GWM（グローバル・レスリング・モノポリー）」を影で操る「黒幕」の組織として、“虎の穴”が登場。元々壊滅していた虎の穴を、初代グレートの孫であるザ・サードが、一代で復活させている。「自分は祖父とは違う」と語る通り、表向きには虎の穴と関係のないGWMを乗っ取って隠れ蓑とする、自身も機が訪れるまで一レスラーとして身を隠すなど、その手口は極めて狡猾。なお、英称は「TIGERS DEN」となっている。
本作には「二世」同様“虎の穴”で修行を積んだレスラー「タイガー・ザ・ダーク」が登場するほか、アニメ第1作目オリジナルキャラクター・「高岡拳太郎」（元イエロー・デビル）と、その姪も登場する。高岡は縁あって若手レスラー・東ナオトを新・タイガーマスクとするべく自らの手で鍛え上げる。

## 社会への影響
『タイガーマスク』はアニメ化（1969年から1971年）され大ヒットしたため、「選手達を（猛特訓で）養成する所」の代名詞として「虎の穴」が広まった。
実在の初代タイガーマスクの佐山聡が「タイガージム（後にスーパータイガージム）」を運営してた際、別名で「虎の穴」とも呼ばれていた、現在も佐山が主催している「掣圏真陰流道場」がそう呼ばれる事もある。
以下のような事例があり、影響を及ぼしている。
- 「とらのあな」という、漫画関連商品を扱う同人ショップもある。
- 阪神タイガース2軍の本拠地である阪神鳴尾浜球場とその隣に設置されている球団寮（虎風荘）などの施設一帯には「タイガース・デン（Tigers Den）」という愛称が付けられている（Denは『洞穴』の意味）。なお、当初は『虎の穴』とも読める「タイガー・デン（Tiger Den）」であったが、後にタイガー魔法瓶が商標登録していたことが判明したため、2003年に現名称へと変更した。